# Miotragocerus
Miotragocerus es un género de mamífero artiodáctilo extinto, perteneciente a los bóvidos, el cual vivió durante el Mioceno medio y superior (12 – 8 millones de años) y sus restos han sido encontrados en Europa y Asia Menor.

## Descripción
Miotragocerus era bastante parecido a los antílopes actuales semiacuáticos, como el sitatunga y el cobo. El cuerpo de Miotragocerus era más alto en la parte posterior, mientras la zona de los hombros era más baja. Sus patas eran esbeltas y alargadas, con dedos bastante separados. Miotragocerus presenta las dimensiones medias de un bóvido: una altura de la cruz de aproximadamente 1 metro y un peso de unos 80 kg. El tamaño era similar al de un gamo moderno. Algunas especies presentaban un hocico relativamente corto (como Miotragocerus gaudryi), mientras que otras tenían longitudes más largas (M. pannoniae). Los cuernos eran relativamente robustos y alargados, mirando hacia atrás y comprimidos lateralmente. Los dientes de Miotragocerus presentan una corona relativamente baja.

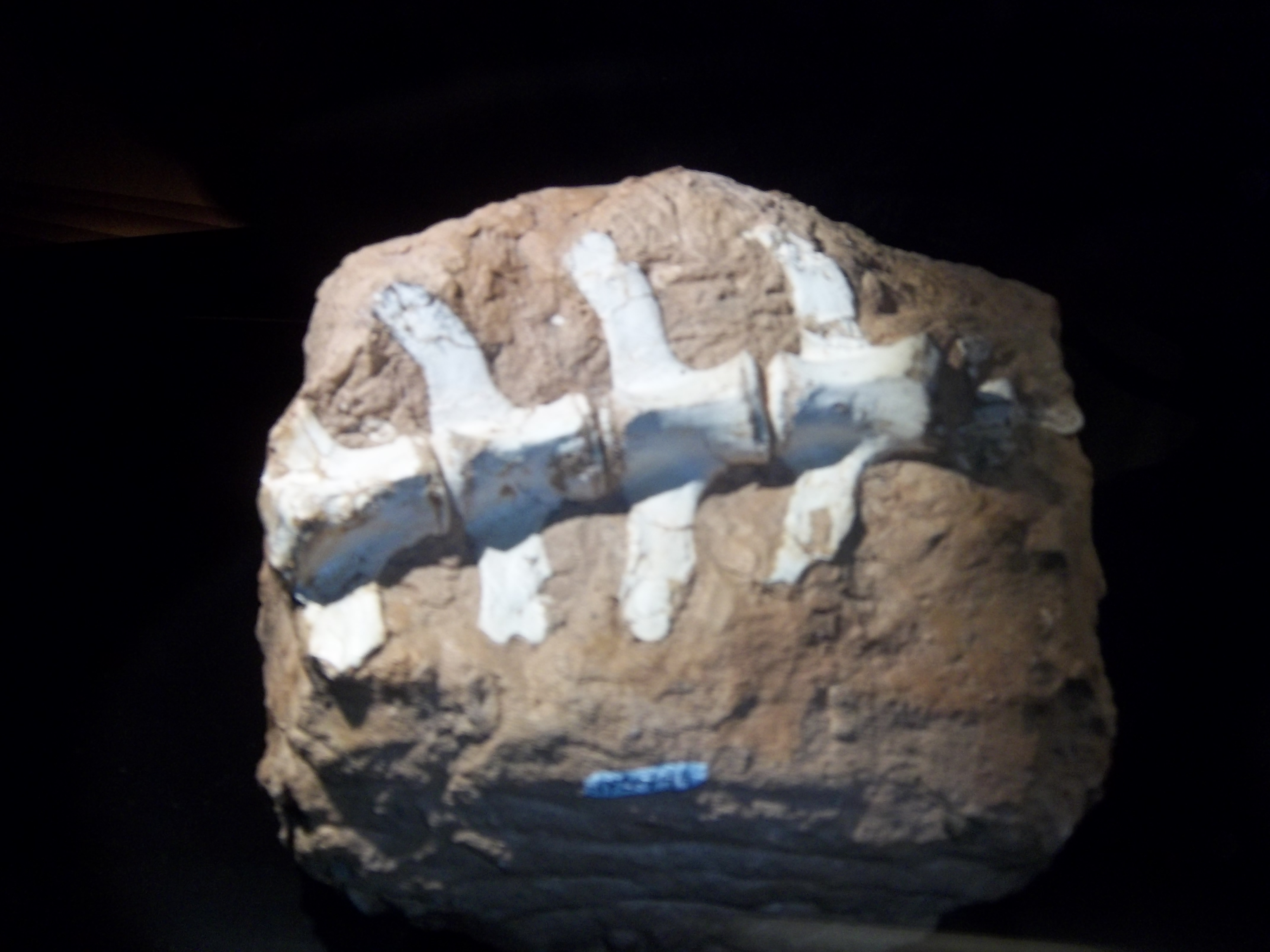
Fragmento de la columna vertebral de Miotragocerus gaudryi

## Clasificación

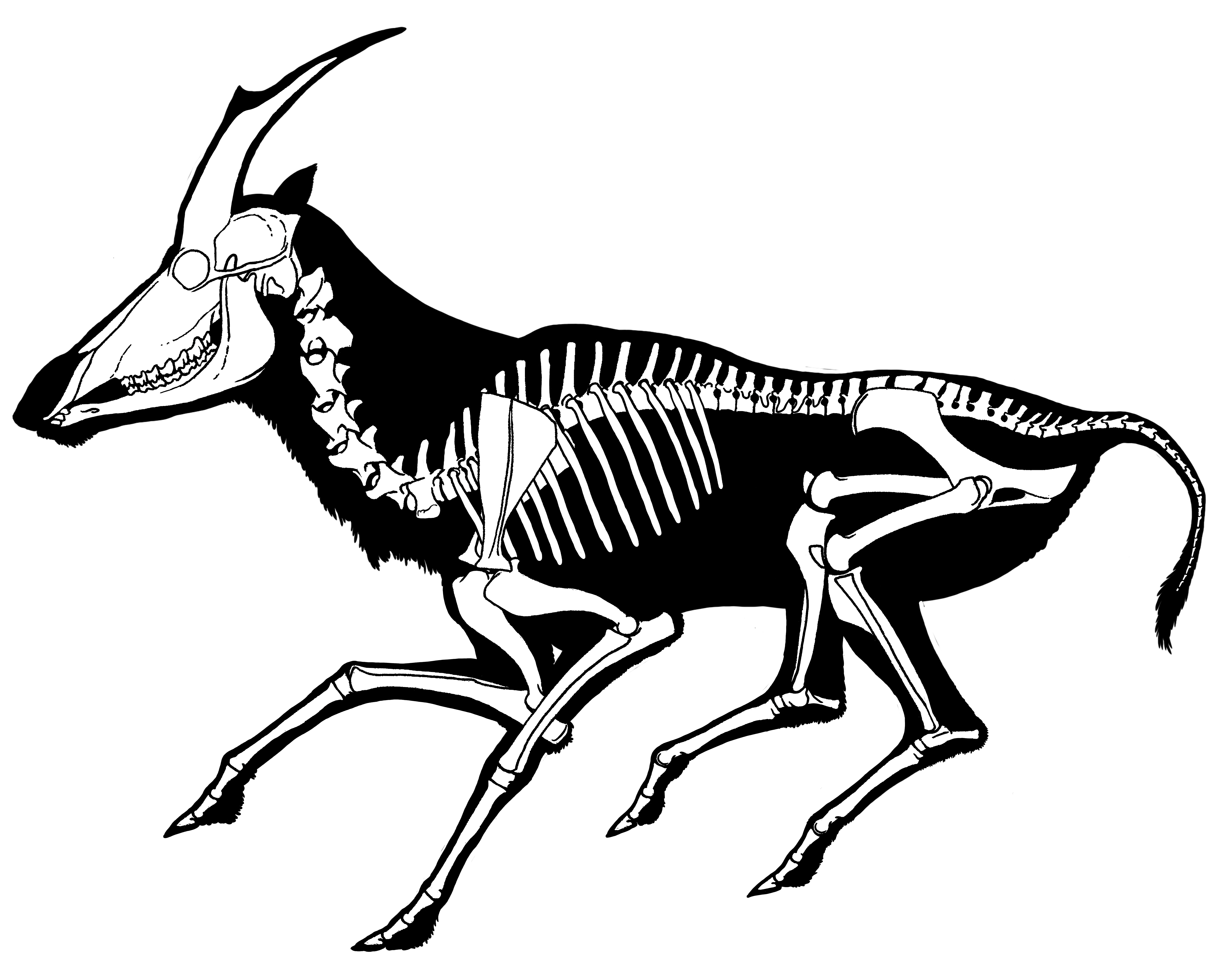
Recreación del esqueleto de Miotragocerus

Miotragocerus fue descrito por primera vez por Ernest Stromer en 1928, sobre la base de algunos restos fósiles hallados en Alemania. La especie tipo es M. monacensis, pero otras dos especies son más conocidas: M. pannoniae (del Serravalliense) es conocida por numerosos restos fósiles encontrados en varios lugares de Europa (Hungría, Austria, Alemania, España, Moldavia, Turquía, Georgia, Ucrania), mientras que M. gaudryi es el más reciente (Tortoniense) y sus fósiles se han encontrado en Grecia, Bulgaria, Macedonia, Francia, España, Ucrania e Irán. Esta última especie fue en su momento clasificada como un subgrupo separado (Pikermicerus), y en ocasiones fue atribuido al género Tragoportax, con el que está relacionado.

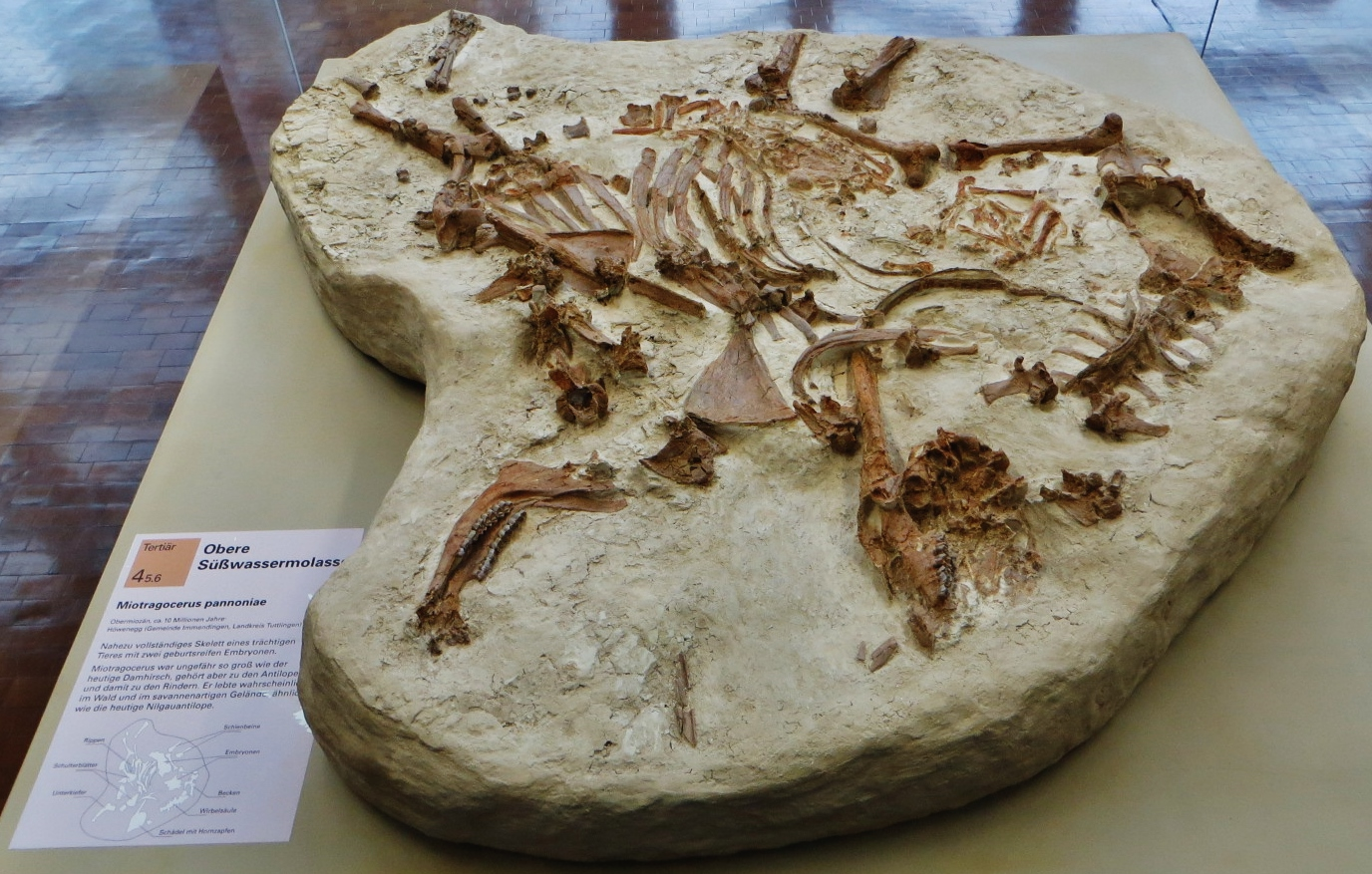
Fósil de Miotragocerus.

M. pannoniae poseía fuertes crestas temporales, mientras M. gaudryi  estaba desprovisto de ellas. Otra diferencia notable entre las dos especies fue la forma y la longitud de los cuernos: la especie más antigua (M. pannoniae) poseía unas astas más largas y esbeltas.
Miotragocerus y los géneros similares (como Tragoportax, Austroportax, Protragocerus y Kipsigicerus) se consideran bóvidos similares al actual nilgó. Por lo tanto, tradicionalmente se han clasificado dentro de la tribu de bóvidos Boselaphini. Sin embargo, debido a su distinta apariencia de la forma actual y a la dificultad de su clasificación dentro de la subfamilia Bovinae, se creó una tribu distinta para los géneros Miotragocerus, Tragoportax y relacionados, Tragoportacini.

## Paleoecología
Miotragocerus apareció antes de Tragoportax y poseía menos caracteres derivados (morfología de los dientes, tamaño del cuerno y dimorfismo sexual, tamaño corporal); estas peculiaridades morfológicas indican un estilo de vida más adecuado para las regiones boscosas y para una sociabilidad menos evolucionada que la de Tragoportax. Debido a esto, Miotragocerus podía propagarse no solo en la provincia balcánica iraní, sino también en las zonas de vegetación más densa de Europa occidental, donde Tragoportax era más raro. Miotragocerus se adaptó mejor a una dieta basada en hojas, mientras que Tragoportax se alimentó más a menudo de hierbas duras.